# Jacqueline Bloch

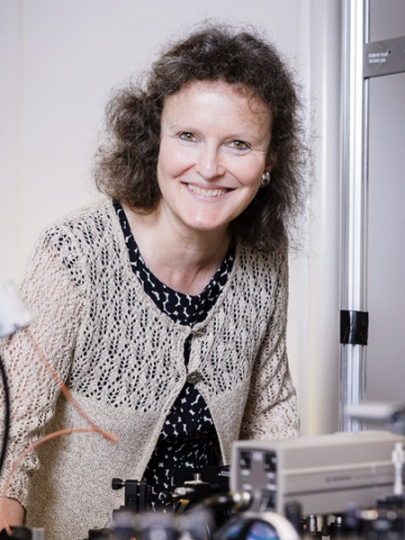
Jacqueline Bloch (2017)

Jacqueline Bloch ist eine französische experimentelle Festkörperphysikerin.
Jacqueline Bloch studierte an der École supérieure de physique et de chimie industrielles de la ville de Paris (ESPCI) mit dem Ingenieursdiplom 1992. 1990 erhielt sie ihr Diplom (DEA) in Festkörperphysik und wurde 1994 an der Universität Paris VI (Pierre et Marie Curie) promoviert. Ab 1994 forschte sie für das CNRS zunächst am L2M (Laboratoire de microstructures et de microélecroniques) in Bagneux, aus dem 2001 das LPN (Laboratoire de photonique et nanostructures) bzw. C2N (Centre de nanosciences et de nanotechnologies) in Marcoussis wurde. 1998 war sie zu einem Sabbatjahr an den Bell Laboratories.
Sie befasst sich mit Nanotechnologie und Halbleitern und ist eine der Pioniere bei Bose-Einstein-Kondensaten mit Polaritonen in Fallen (ein anderer Pionier ist David Snoke in den USA). Sie gilt als eine der führenden Physiker auf diesem in den 2010er Jahren sehr aktiven Forschungsgebiet.
2008 wies sie in einer damals lebhaft geführten Debatte als Erste den wesentlichen Unterschied von Lasern zum Lasen von Polariton-Kondensaten nach. Sie entwickelte photonische Schaltkreise auf Galliumarsenid-Basis zur Steuerung und Manipulation von Polariton-Kondensaten. Ihre Gruppe realisierte 2006 parametrische Verstärker, 2008 Laser und Dioden sowie bistabile Schaltelemente mit Polaritonen, 2014 Interferometer, 2010 und 2012 Ausbreitung und Verstärkung des Kondensats in einer Dimension, 2013 die Auswirkungen eines periodischen Potentials auf das Kondensat und 2013 Tunneldioden mit Doppelbarrieren. Außerdem konnten sie eine Reihe nichtlinearer Phänomene untersuchen wie 2012 einen nichtlinearen Josephson-Effekt (Doppel-Hohlräume als photonische Moleküle), 2014 Dirac-Kegel von Polaritonen in Wabengittern und Fraktale für Polaritonen in einem quasiperiodischen Gitter (Fibonacci-Gitter) und 2015 den Einfluss von Phasenfrustration in Gittern. 2015 simulierte sie ein Schwarzes Loch mit Polaritonen.
Sie lehrte an verschiedenen Ingenieursschulen (ESPCI,  ENSTA) und ist Chargé de Cours an der École polytechnique.
2015 erhielt sie den Prix Jean Ricard, 2017 die Silbermedaille des CNRS und 2019 den Prix Ampère.